# 2トーン
2トーン（2 Tone、Two Tone）は、1970年代の英国でパンクとスカが融合してできた音楽のジャンル。

## 概要
2トーンのサウンドは、1960年代のジャマイカのオリジナルスカを聞いて影響を受け、同じような音楽をやろうとした主にウェスト・ミッドランズ州を中心とした英国の音楽家達が作っていった。これらのザ・スペシャルズ、ザ・セレクター、ザ・ビート、マッドネスなどのバンドは、当時のパンクやポップに影響を受けた音楽スタイルだった。
こうして新たに興った音楽ジャンルおよびそれらを取り巻くサブカルチャーは、ほとんどのバンドがレーベル「2トーン・レコーズ」と契約していたため、「2トーン」として知られる事となった。また、他の2トーンで有名なレーベルとしてスティッフ・レコーズやゴー・フィート・レコーズなどがある。
2トーンという用語は、ザ・スペシャルズのジェリー・ダマーズの造語だったが、当時のウェスト・ミッドランズ界隈で定着していった。2トーンには二つの意味が込められている。ひとつはスカを愛するルードボーイとスキンヘッズの着ていた白黒の服装、そしてもうひとつは当時の英国労働者階級の中で高まっていた人種的な緊張の高まりの中においての、黒人と白人同士の調和、協調である。

## ウォルト・ジャブスコ
ジェリー・ダマーズはホーレス・パンターの助けを借り、2トーン界のシンボルともいうべきアートワーク「ウォルト・ジャブスコ」（Walt Jabsco）をつくった。白と黒の市松模様をいい塩梅に配置した「ウォルト・ジャブスコ」のロゴマークはスカ時代のザ・ウェイラーズのアルバムのジャケットを飾る、ピーター・トッシュの写真をモデルにデザインされている。